# Dom przy ul. Piastów 7 w Nowej Rudzie
Dom przy ul. Piastów 7 w Nowej Rudzie – budynek mieszkalny dwukondygnacyjny z poddaszem, z 1815 r., przebudowany w XX wieku, posiadający ciekawy kamienny portal. Budynek powstał z połączenia dwóch węższych, sąsiednich domów z centralnie usytuowanym, sklepionym przejazdem bramnym.
Przy ul. Piastów znajduje się jeszcze kilka zabytkowych domów o numerach: 1, 5, 19, 21, 23, 25, 27.